# Israel i olympiska vinterspelen 2002
Israel deltog i olympiska vinterspelen 2002. Israels trupp bestod av fem idrottare varav var två män och tre var kvinnor. Den äldsta deltagaren var Olga Danilov (28 år, 86 dagar) och den yngsta var Alexei Beletsky (22 år, 270 dagar).

## Resultat

### Konståkning
- Isdans
  - Galit Chait och Sergey Sakhnovsky - 6
  - Natalia Gudina och Alexei Beletsky - 19

### Short track
- 500 m damer
  - Olga Danilov - 16
- 1 000 m damer
  - Olga Danilov - 21
- 1 500 m damer
  - Olga Danilov - 14